# Neopomacentrus bankieri
Neopomacentrus bankieri là một loài cá biển thuộc chi Neopomacentrus trong họ Cá thia. Loài này được mô tả lần đầu tiên vào năm 1846.

## Từ nguyên
Từ định danh được đặt theo tên của R. A. Bankier, nhà phẫu thuật kiêm nhà tự nhiên học thuộc Hải quân Hoàng gia Anh, người đã đưa cho Richardson mẫu định danh của loài cá này mà ông mua được ở Hồng Kông.

## Phạm vi phân bố và môi trường sống
N. bankieri được chia làm hai quần thể ở Tây Thái Bình Dương. Quần thể thứ nhất có mặt ở biển Đông trải dài xuống vịnh Thái Lan đến biển Java; quần thể thứ hai được tìm thấy từ quần đảo Raja Ampat (Indonesia) và phía nam Papua New Guinea trải dài đến bờ biển bang Queensland, Úc. Quần thể thứ hai nhiều khả năng là một loài chưa được mô tả, và được gọi là N. aff. bankieri.
Loài này sinh sống tập trung gần những rạn san hô và mỏm đá ngầm trên nền đáy cát hoặc bùn ở độ sâu đến 12 m.

## Mô tả
Chiều dài cơ thể tối đa được ghi nhận ở N. bankieri là 8 cm. N. bankieri có kiểu hình khá giống với Neopomacentrus azysron, nhưng N. bankieri thiếu đốm đen ở nắp mang và đốm ở gốc vây ngực nhỏ hơn. Vây đuôi màu vàng tươi (nửa sau của vây đuôi có viền đen ở rìa), màu vàng lan rộng sang cuống đuôi và phần sau của vây lưng và vây hậu môn. Cơ thể màu nâu.
Số gai ở vây lưng: 13; Số tia vây ở vây lưng: 11; Số gai ở vây hậu môn: 2; Số tia vây ở vây hậu môn: 11–12; Số tia vây ở vây ngực: 17–18; Số gai ở vây bụng: 1; Số tia vây ở vây bụng: 5.

## Sinh thái học
Thức ăn của N. bankieri là các loài động vật phù du. Cá đực có tập tính bảo vệ và chăm sóc trứng.